# Raytheon Company
Raytheon Company var en amerikansk multinationell försvarskoncern som var världens största tillverkare och leverantör av robotvapen. Koncernen omsatte mer än 29 miljarder amerikanska dollar och hade omkring 70 000 anställda världen över för år 2019.
Den 3 april 2020 blev Raytheon fusionerad med United Technologies Corporation till en kostnad på omkring 135 miljarder amerikanska dollar. Det nya kombinerade företaget fick namnet Raytheon Technologies Corporation och har sitt huvudkontor i Raytheons gamla huvudkontor i Waltham i Massachusetts.

## Historia
Raytheon grundades 7 juli 1922 under namnet American Appliance Company av ingenjörerna Vannevar Bush och Laurence K. Marshall samt fysikern Charles G. Smith.
De producerade elektronik och vapensystem som robotar, radarsystem, sikten och målsökningsutrustning, kommunikationsutrustning, stridsledningsystem och satellitkomponenter. Raytheon tillverkade även marinelektronik som radar, sonar, ekolod och GPS-utrustning.

## Produktgalleri
Ett urval av de produkter som de tillverkade.

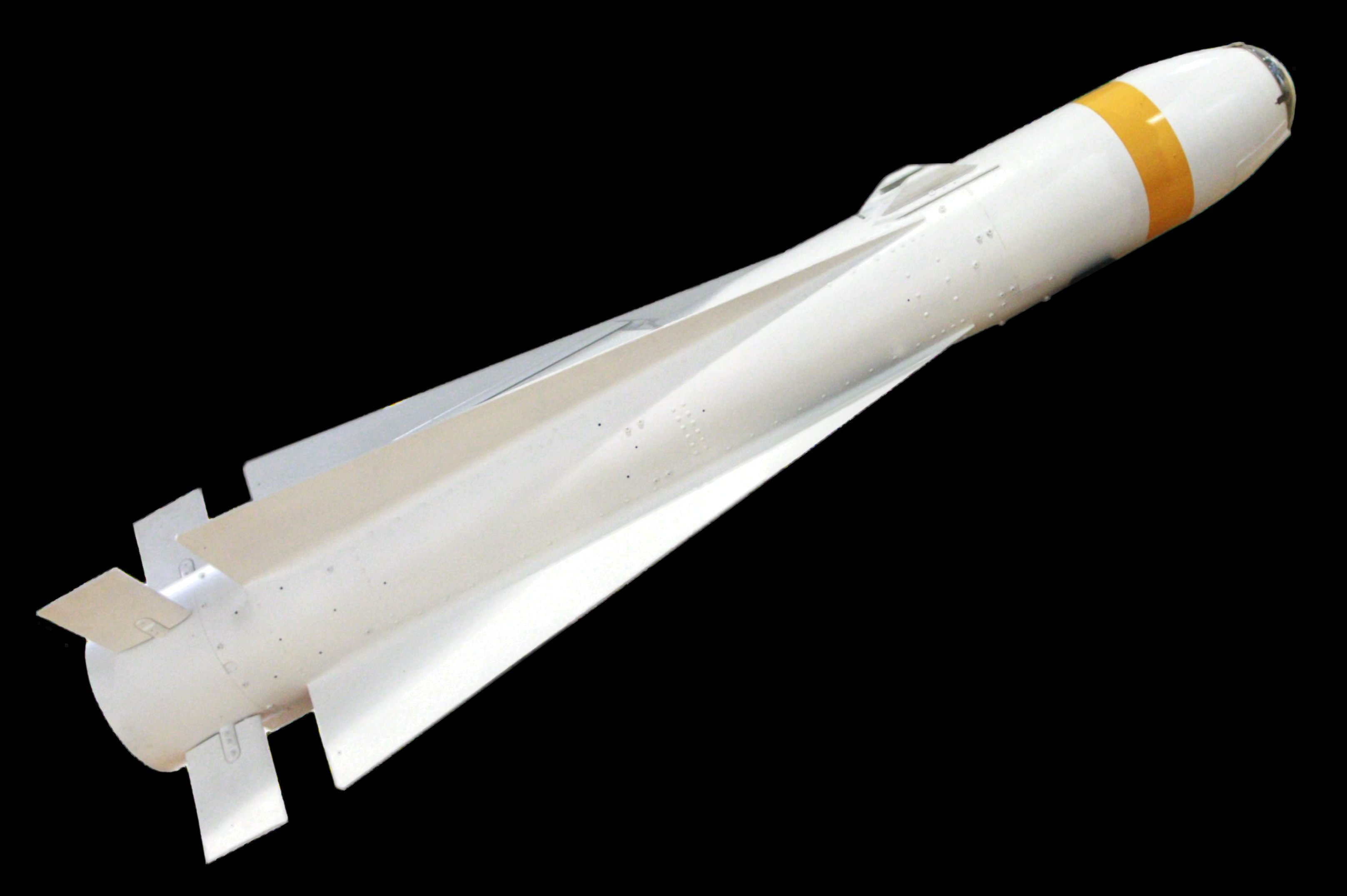
AGM-65 Maverick
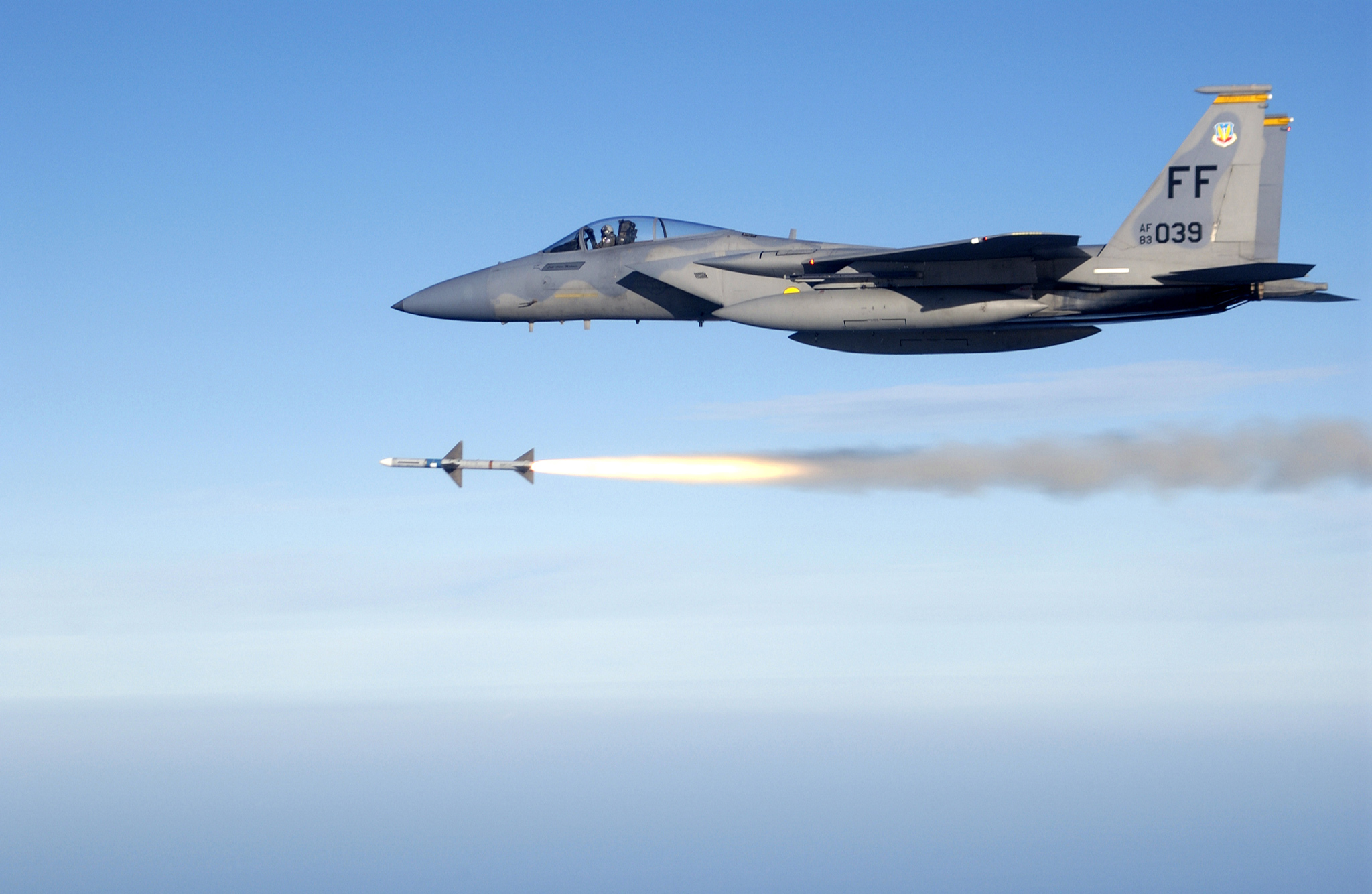
F-15C avfyrar en AIM-7 Sparrow
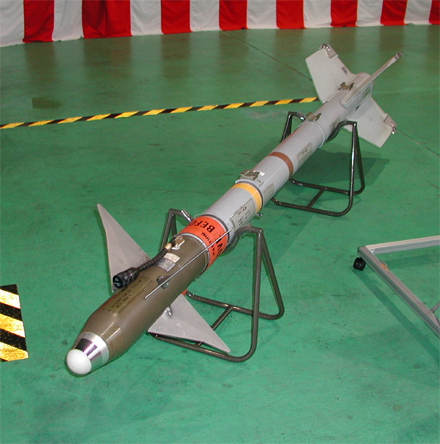
AIM-9 Sidewinder
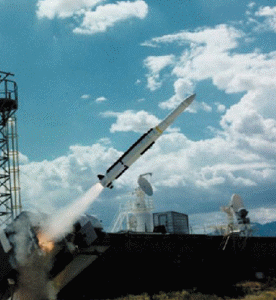
Evolved Sea Sparrow Missile
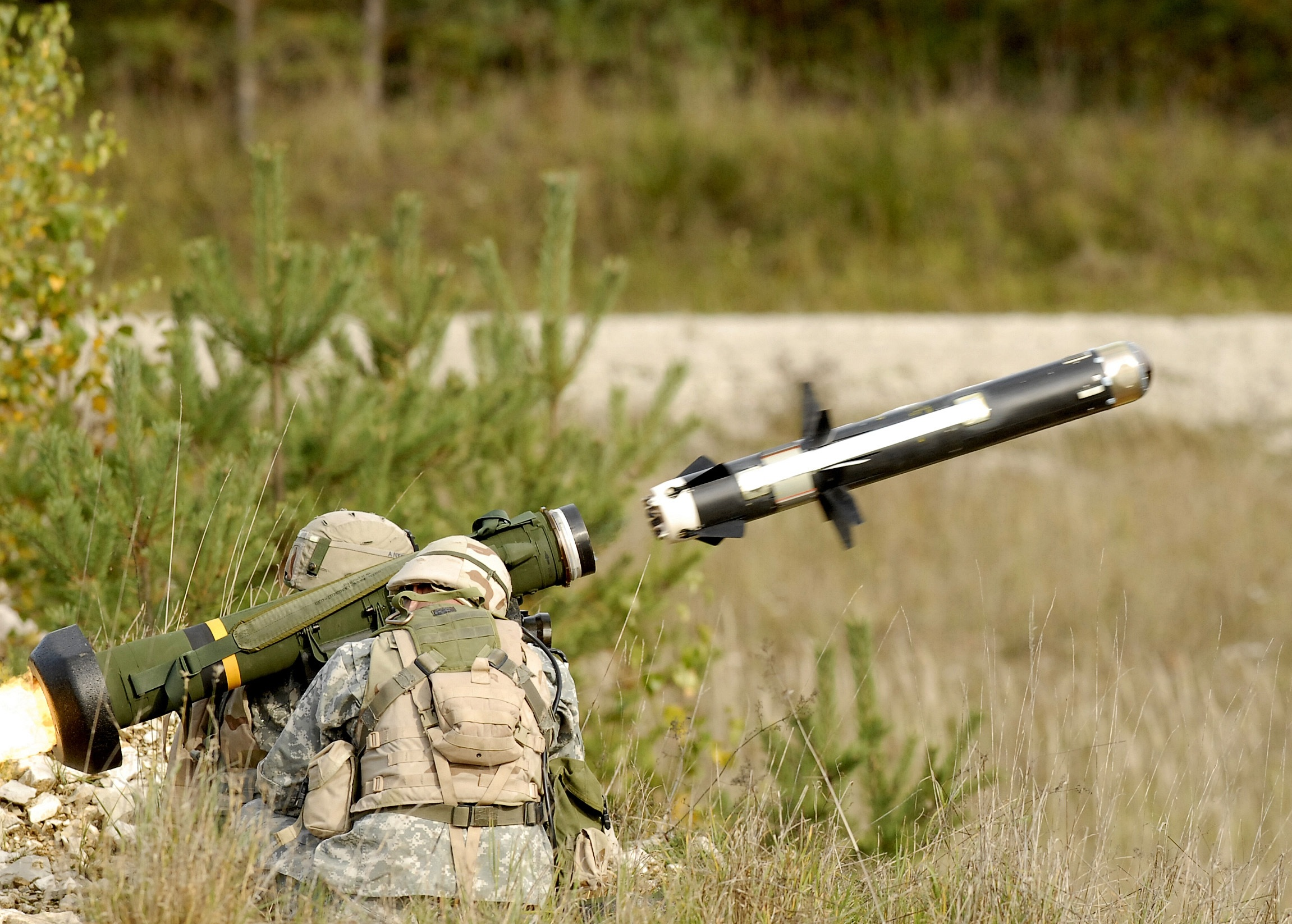
FGM-148 Javelin
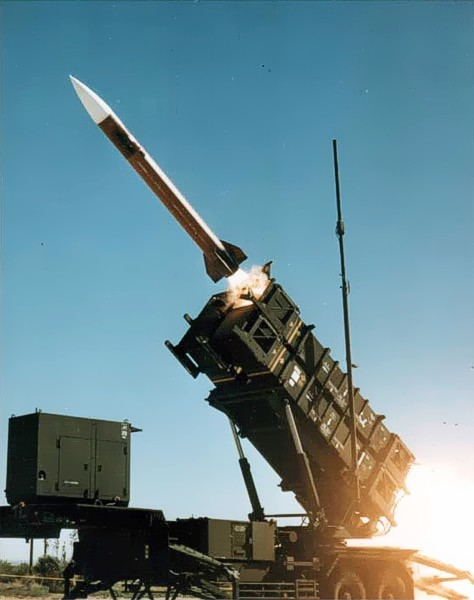
MIM-104 Patriot
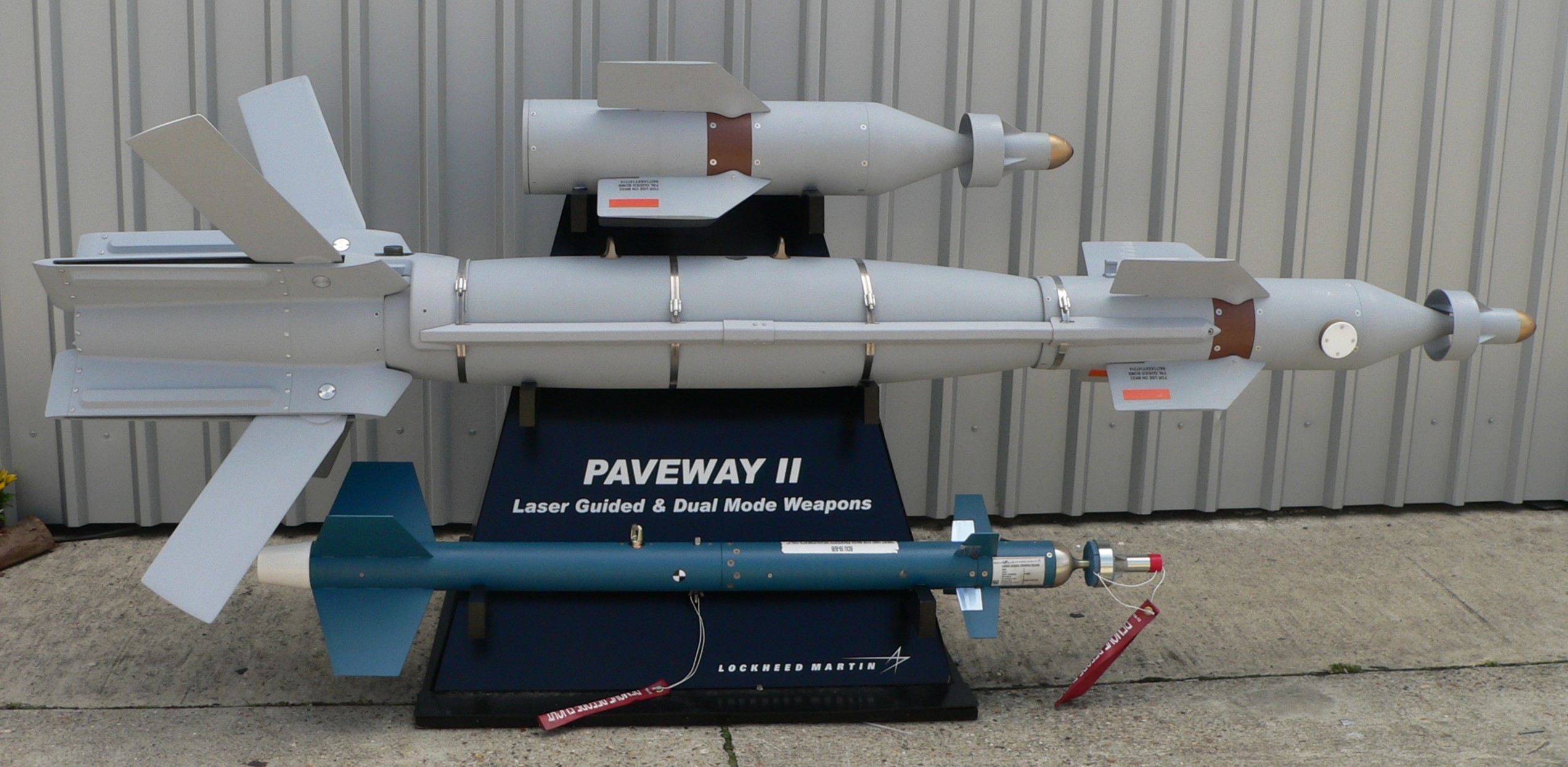
Paveway
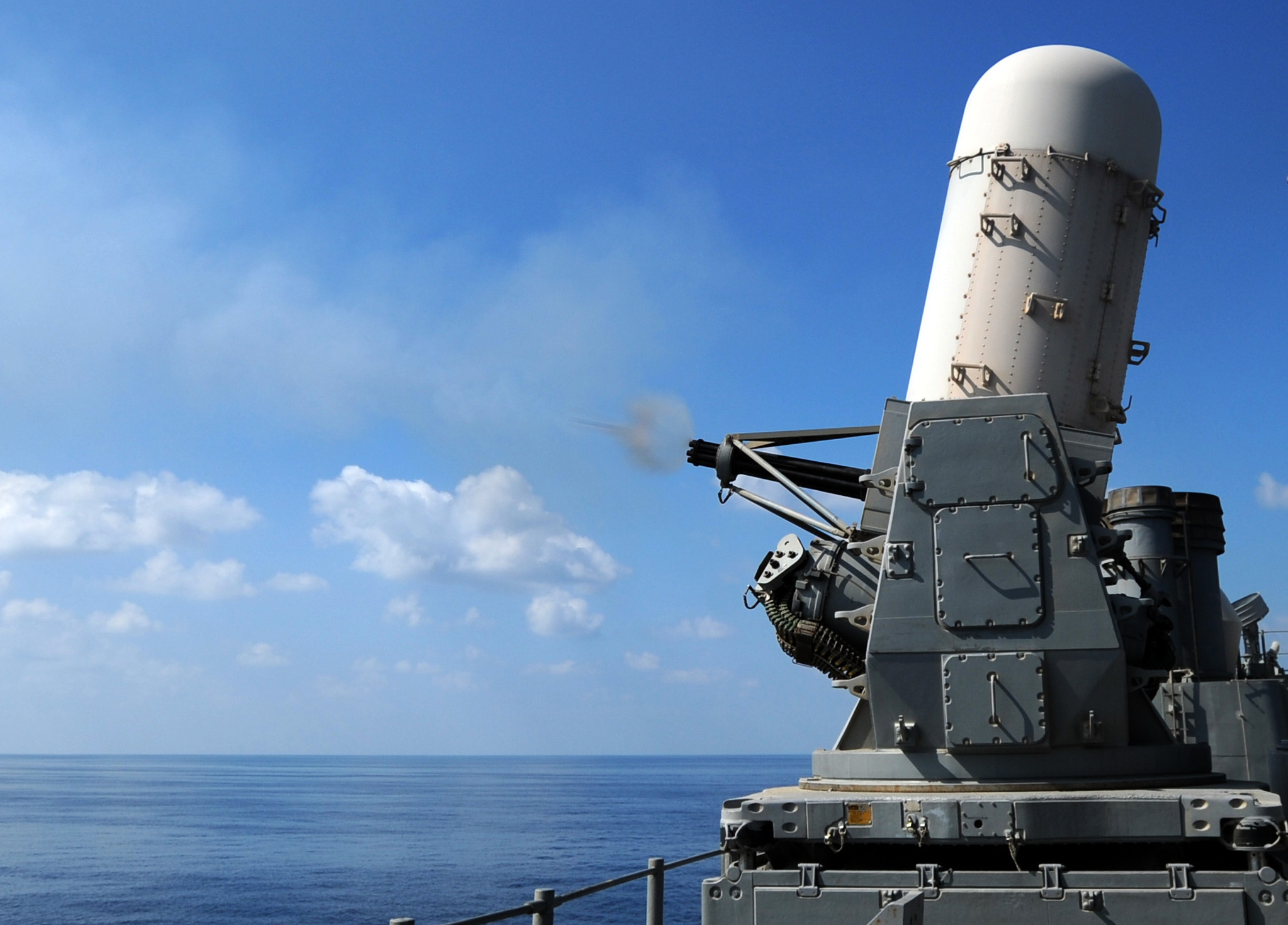
Phalanx CIWS
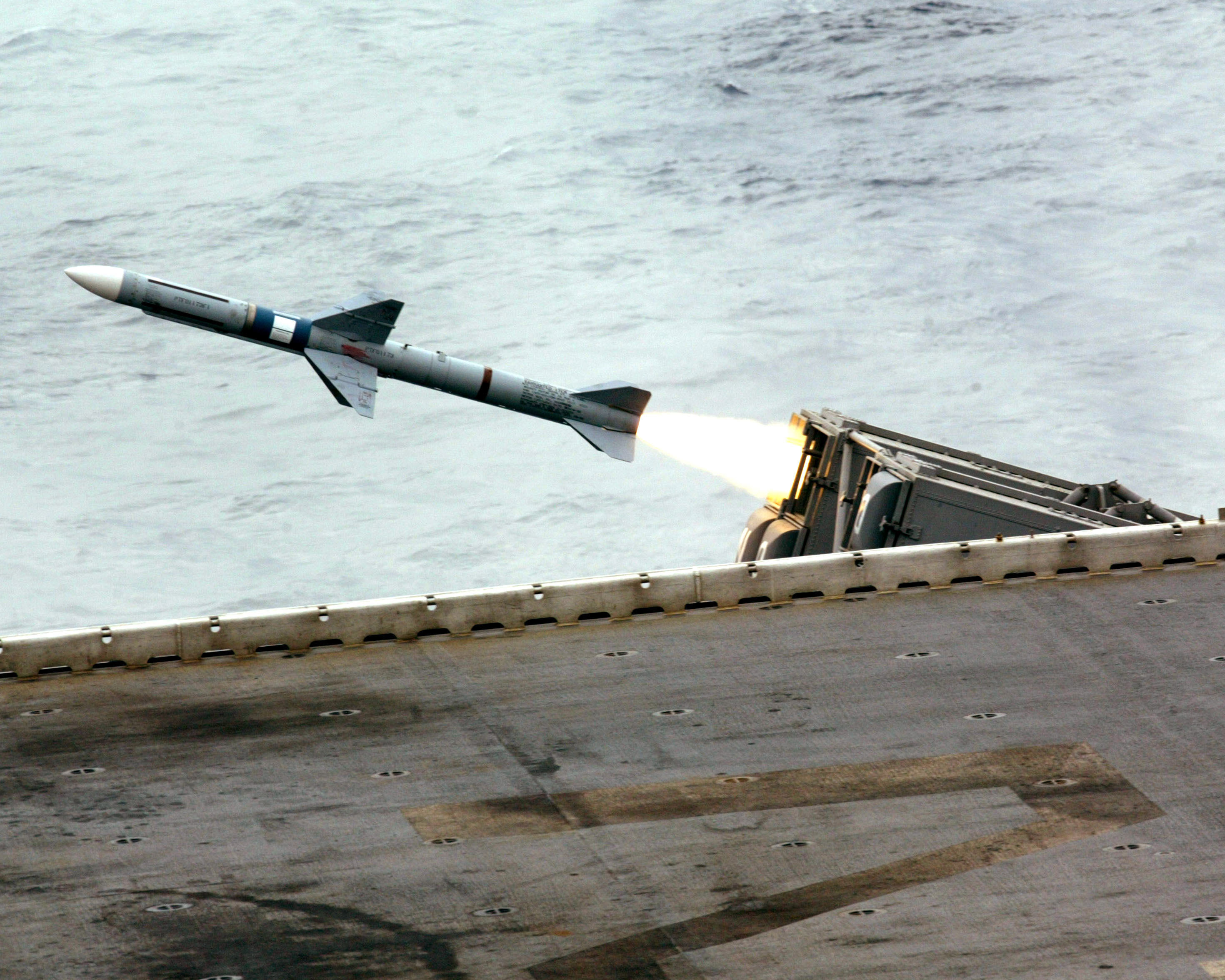
RIM-7 Sea Sparrow
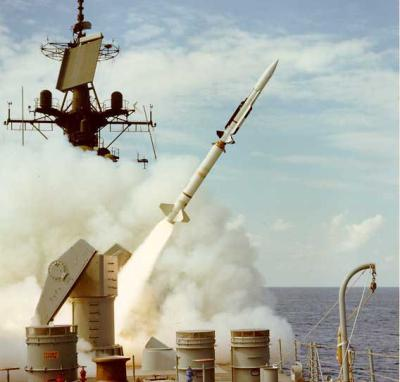
RIM-67 Standard ER
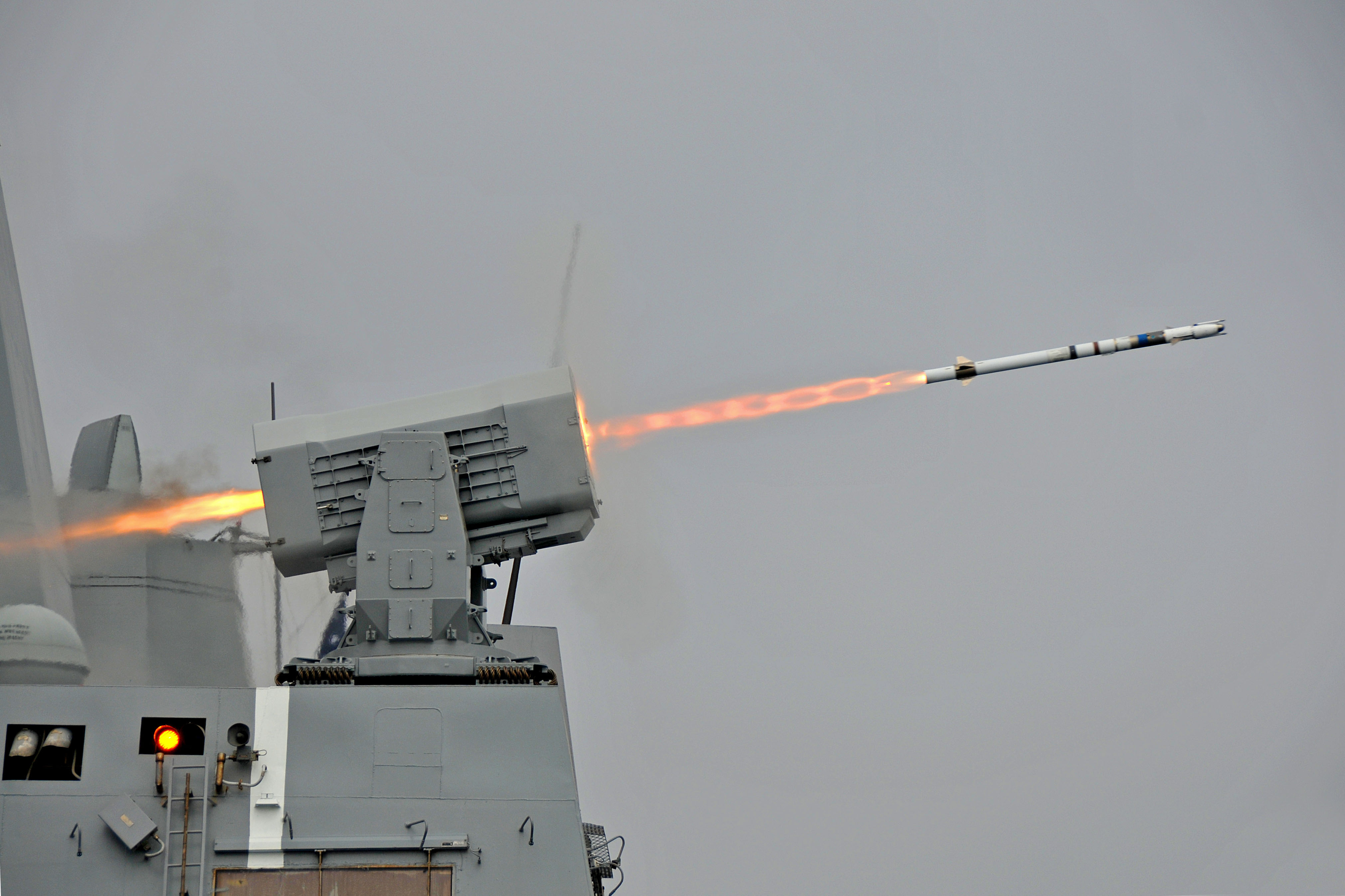
Rolling airframe missile
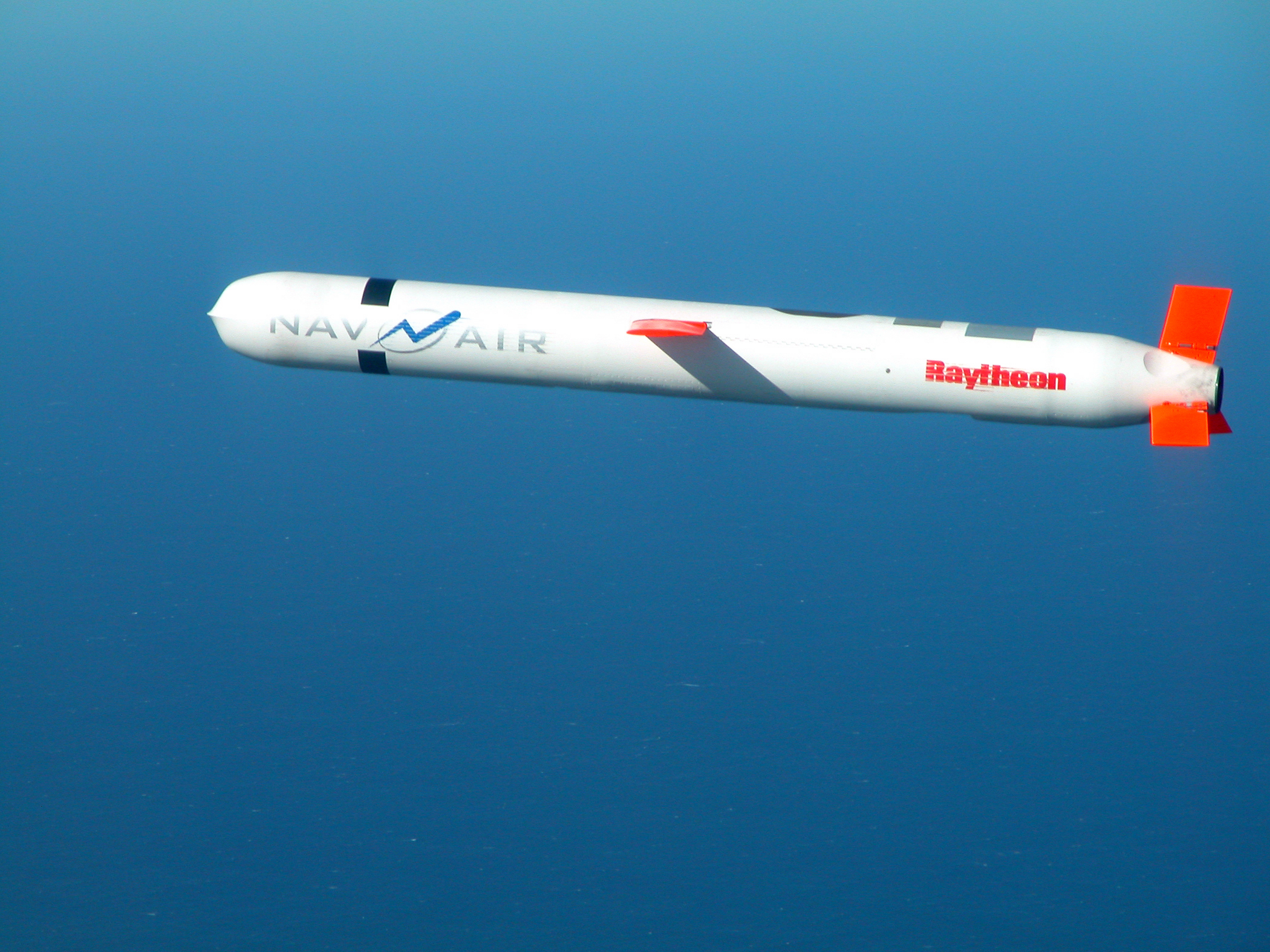
Tomahawk